# Viktor Nikolaevič Muženko
Viktor Nikolaevič Muženko (Vystupovichi, 10 ottobre 1961) è un generale ucraino, ex capo di stato maggiore generale e ufficiale comandante delle Forze armate dell'Ucraina.

## Biografia
Muženko si è laureato alla Scuola di alto comando militare di Leningrado nel 1983. Ha poi in seguito servito nel Distretto militare Transcaucasico, finendo poi il servizio in tale posizione come comandante di un battaglione di fanteria motorizzata. Nel 1992 è stato spostato nel Distretto militare Carpatico dove fino al 2000 ha servito come suo comandante. Nel 1996 si è laureato all'Accademia delle Forze armate dell'Ucraina. Dal 2000 al 2003 è stato capo dello stato maggiore e vice-comandante di una divisione nel Direttorato territoriale Nord. Dall'aprile del 2003 al luglio del 2004 ha servito come capo dello stato maggiore e vice-comandante di una brigata meccanizzata contingente di peacekeeping ucraino della Coalizione multinazionale in Iraq. Nel 2005 si è laureato nella facoltà di addestramento dei livelli operazionali strategici all'Accademia della difesa nazionale dell'Ucraina. Nel 2005 è stato anche nominato vice-capo dello stato maggiore del corpo d'armata delle Forze Terrestri Ucraine, titolo che ha mantenuto fino al 2010. Dal 2010 al 2012, ha servito come comandante dell'8º corpo d'armata ucraino. Il 10 maggio del 2012 è nominato vice-capo dello stato maggiore generale delle Forze armate dell'Ucraina. Il 24 maggio del 2012 è promosso al rango di Tenente generale. Muženko è stato eletto come deputato del Partito delle Regioni nell'Oblast' di Žytomyr, ma ha lasciato il partito nel 2014. Il 20 maggio 2014 con un decreto il presidente Oleksandr Turčynov lo ha nominato vice-direttore del centro anti-terrorismo del Servizio di sicurezza dell'Ucraina (SBU). È stato nominato capo dello stato maggiore generale delle Forze armate dell'Ucraina dal presidente Petro Porošenko il 3 luglio del 2014 succedendo al generale Mykhailo Kutsyn ferito negli scontri del Donbass. Muženko è entrato in combattimento in Donbass durante la stessa operazione.